# Айра
А́йра, или аи́ра (лат. Aīra) — род небольших однолетних трав семейства Злаки, или Мятликовые (Poaceae), произрастающих в умеренных областях обоих полушарий, особенно в средиземноморских районах Европы, Азии и Африки. Встречается на песчаных и каменистых почвах.
Название рода образовано от греческого названия сорняка.

## Описание

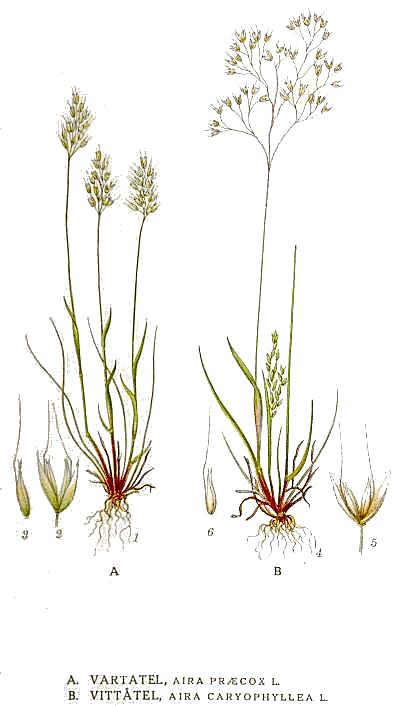
A. Айра ранняя (Aira praecox), B. Айра гвоздичная (Aira caryophyllea).

Маленький злак, высотой 10—40 см, с прямостоячим голым или шероховатым стеблем. Листовые пластинки около 1 см шириной, плоские или продольно сложенные.
Соцветия — могут быть раскидистые или сжатые метёлки от 1 до 12 см длиной, с тонкими веточками, несущими мелкие до 3 мм длиной двухцветковые колоски, сидящие на длинных ножках. Колосковые чешуи по длине равны колоску.

## Хозяйственное значение и применение
Все виды пригодны для использования как кормовые растения невысокого качества.
Несколько (около трёх) видов выращиваются как декоративные растения для сухих букетов из-за красивых соцветий.

## Виды
Род включает 9 видов:
- Aira caryophyllea L. — Айра гвоздичная
- Aira cupaniana Guss.
- Aira elegantissima Schur — Айра изящнейшая, или Айра изящная
- Aira ×hybrida Gaudich.
- Aira praecox L. typus[1] — Айра ранняя
- Aira provincialis Jord.
- Aira scoparia Adamović
- Aira tenorei Guss.
- Aira uniaristata Cav.